# Bruchemse Molen
De Bruchemse Molen is een molenrestant, gelegen aan de Kleine Straat 10 nabij Bruchem.

## Geschiedenis
De molen is een van de zes rietgedekte achtkante poldermolens die in 1740 in de Bommelerwaard werden gebouwd, teneinde het overtollige water af te voeren naar de afwateringskanalen, in dit geval naar de Bommelse Zuidwetering. Het was een schepradmolen van het type grondzeiler. Omstreeks 1850 kwam er een gemaal en werden de molens buiten bedrijf gesteld.
In 1961 brandde het destijds tot woonhuis verbouwde molenrestant af ten gevolge van blikseminslag. In 1965 werd de molen tot op de veldmuren gesloopt, maar in 1999 werd het restant gerestaureerd. De molen maakt deel uit van een landgoed en fungeert als kantoor.

## Bijzonderheden
Naast een gedenksteen was de molen voorzien van een gedichtje:
Zoo weinig als het kan
t zuiden of noorden raken
kan ik het alleman
van pas en effen maken
daarom zoo wil ik trachten
om heel gezwind te zijn
bij dagen en bij nachten
A. Pippel tot welzijn
van t gemeen 1828